# Timothy Stevens
Timothy Stevens (* 26. März 1989 in Sint-Truiden) ist ein ehemaliger belgischer Radrennfahrer.

## Sportliche Laufbahn
Seine ersten Erfolge errang Timothy Stevens auf der Bahn. So wurde er 2007 gemeinsam mit Frédérique Robert und Stijn Steels belgischer Junioren-Meister im Teamsprint und belegte im Sprint Platz drei.
2010 erhielt Stevens seinen ersten Vertrag beim Team Vacansoleil, 2012 als Stagiaire für Accent. In diesem Jahr gewann er Dwars door het Hageland. 2017 entschied er das Arno Wallaard Memorial für sich, 2018 De Kustpijl. 2019 beendete er seine Radsportlaufbahn.

## Erfolge
2007
- Belgischer Junioren-Meister – Teamsprint mit Frédérique Robert und Stijn Steels

2012
- Dwars door het Hageland

2017
- Arno Wallaard Memorial

2018
- De Kustpijl